# Miamimyia antennalis
Miamimyia antennalis là một loài ruồi trong họ Tachinidae.